# Rosaleda del Real jardín botánico de Madrid
La Rosaleda del Real jardín botánico de Madrid también denominada como Colección Blanca Urquijo de rosales antiguos es una rosaleda de 2000 m² de extensión, en el Real Jardín Botánico de Madrid en la Comunidad de Madrid.
El código de identificación internacional del Real Jardín Botánico de Madrid como miembro del "Botanic Gardens Conservation International" (BGCI), así como las siglas de su herbario es MA.

## Localización
La rosaleda del Real Jardín Botánico se sitúa en los cuatro cuadros centrales de la terraza baja, la más próxima al paseo de Prado y contiguos a la Puerta del Rey (Cuadros VII, VIII, XIX y X).
Real Jardín Botánico de Madrid, CSIC. Plaza de Murillo, 2. Madrid E-28014 Comunidad de Madrid Madrid, España.
La entrada está incluida en la general del jardín botánico.

## Historia
La valiosa colección de rosas antiguas de la rosaleda del Jardín, cuyo núcleo principal fue donada por doña Blanca Urquijo en 1977, tiene rosales de todas las secciones botánicas entre los cuales se encuentran muchos de los que se han utilizado para obtener variedades modernas posteriormente.
Para su plantación se utilizó principalmente la colección de variedades antiguas de rosales, cedida por Doña Blanca Urquijo. A esta colección se agregaron todas las especies silvestres que el Jardín ya poseía. Como complemento, se han añadido a lo largo de los años numerosas variedades de rosalistas extranjeros

## Colecciones
La rosaleda alberga rosas silvestres y variedades híbridas.
Las variedades y especies que componen la rosaleda se ubican en los cuadros VII, VIII, IX y X del jardín botánico. Su máxima floración se efectua en mayo, excepto las del grupo Banksiae que florecen en marzo y abril o los de la sección Carolinae que lo hacen a primeros de junio.
En el cuadro VIII se encuentran las especies silvestres que florecen en mayo. Con estas especies se han obtenido los híbridos y las variedades cultivadas actualmente en jardinería. Los rosales más antiguos, los que adornaban los jardines europeos hasta la llegada de las especies orientales.
En el cuadro VIII se pueden contemplar híbridos reflorecientes que se obtuvieron a mediados del siglo XIX, al cruzar los rosales cultivados en los jardines de países occidentales con las nuevas rosas que habían llegado de China desde finales del siglo XVIII tal como la 'rosa de Bengala' (Rosa chinensis) y principios del XIX los rosales de olor de té (Rosa indica). Las principales novedades que introducían estos rosales radicaban en su prolongada floración la llamada Remontancia y también en la ampliación de la variedad de colores.
La colección está rotulada, incluyendo el nombre de la especie o de la variedad, el obtentor y el año, si se conocen, así como a la sección a la que pertenecen y el grupo dentro de cada sección.

Algunas de las variedades cultivadas
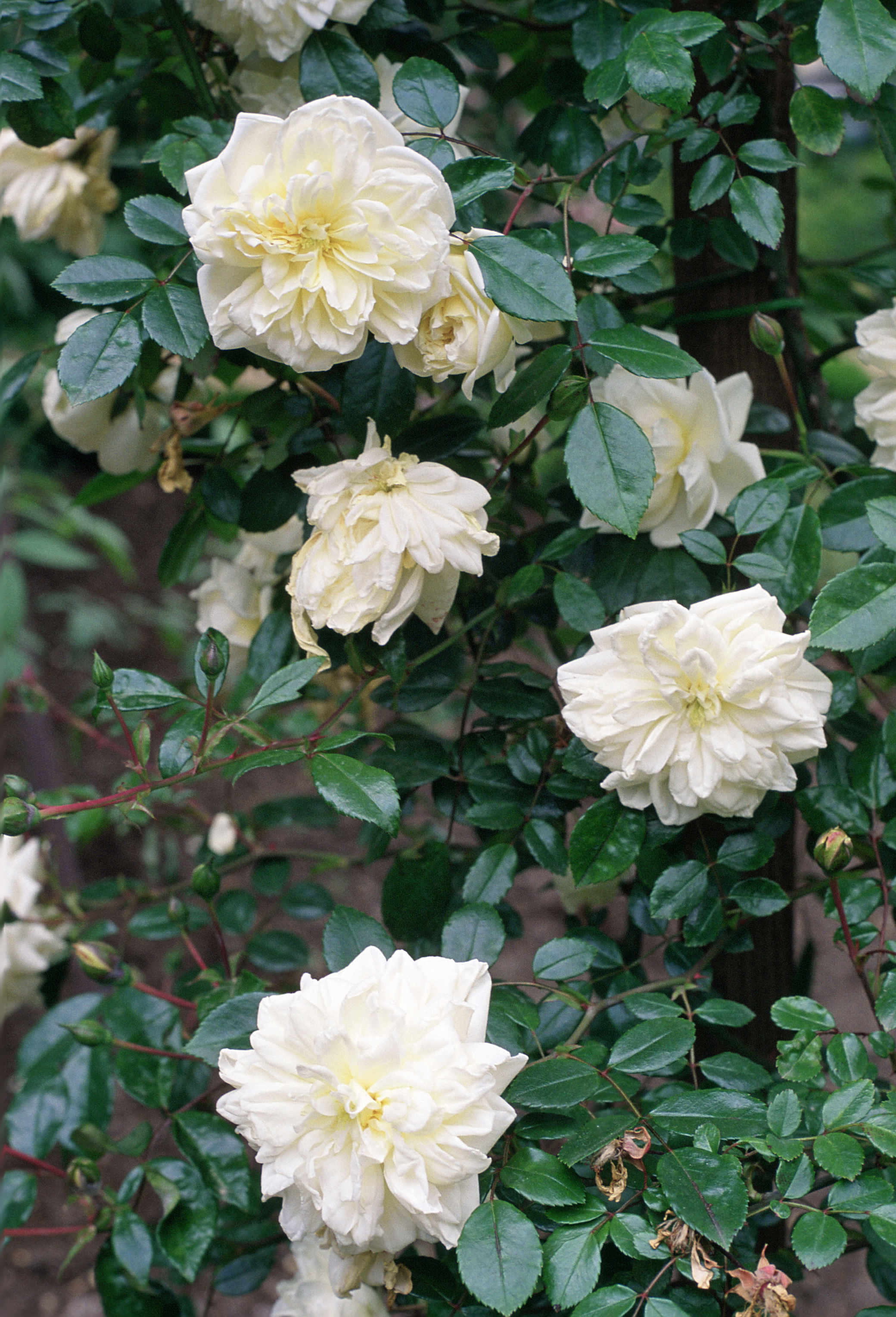
'Albéric Barbier', hybr. Wichuraiana, sect. Synstylae.
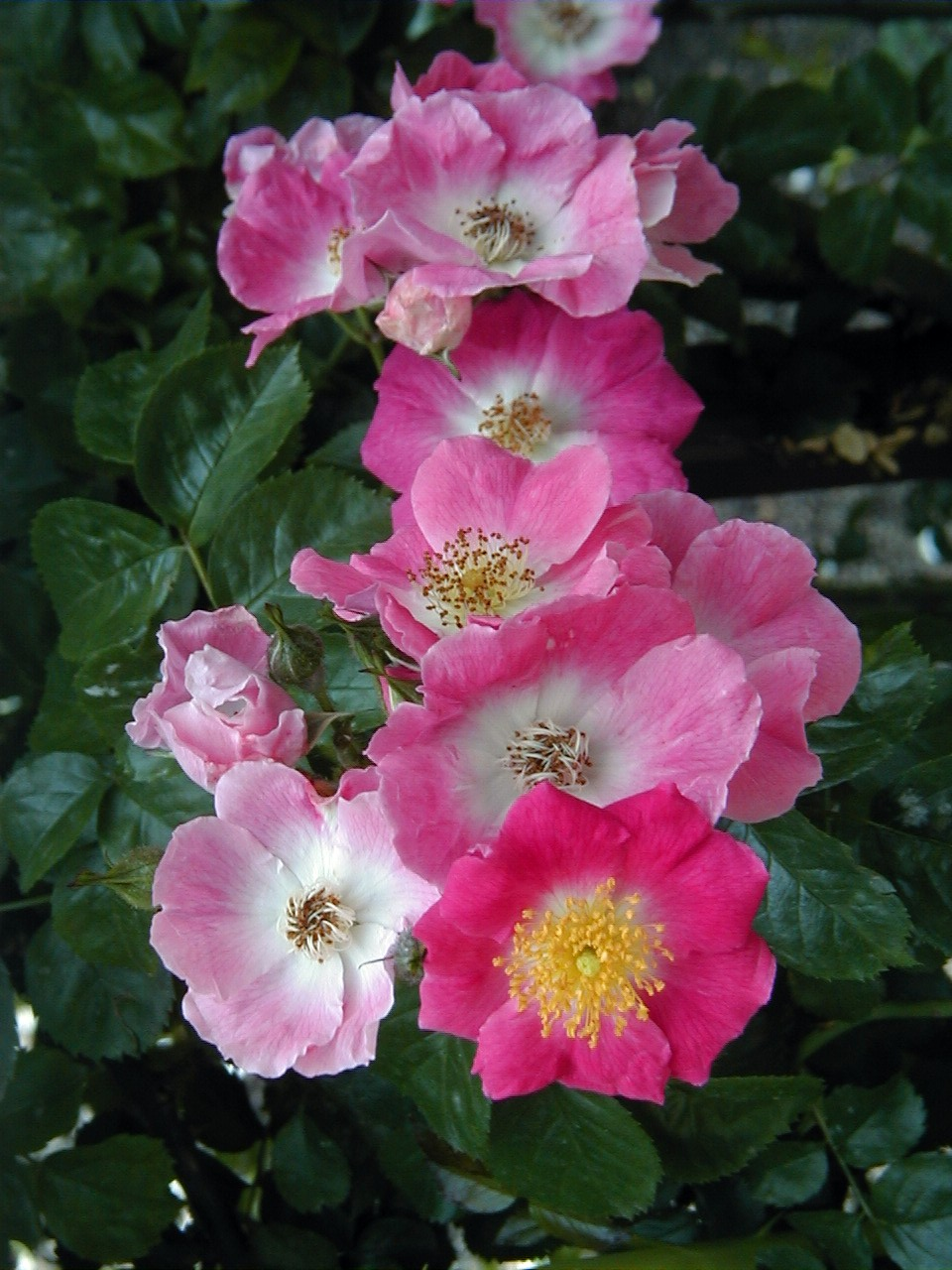
'American Pillar'.
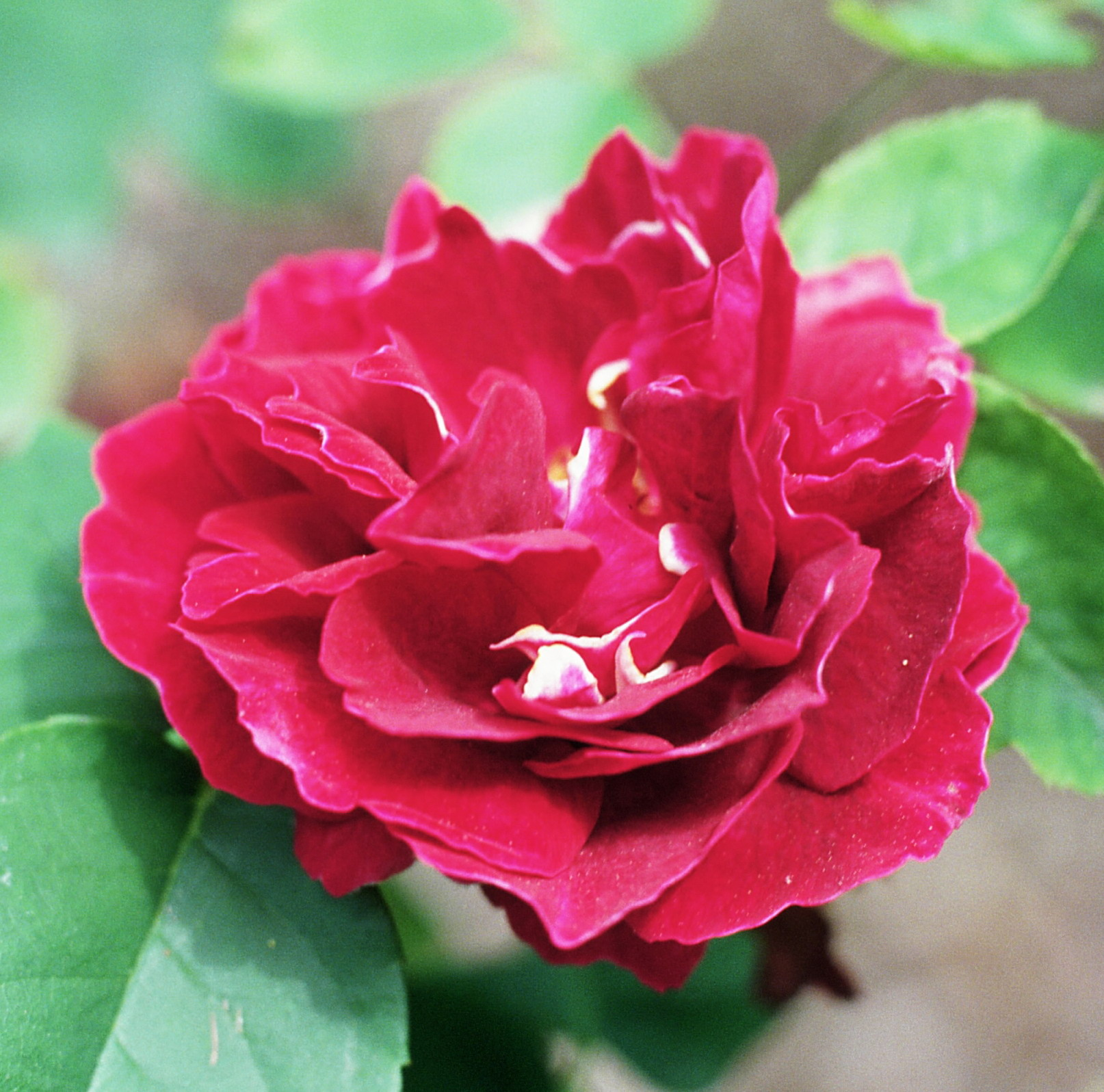
'Baron Girod de l'Ain'.
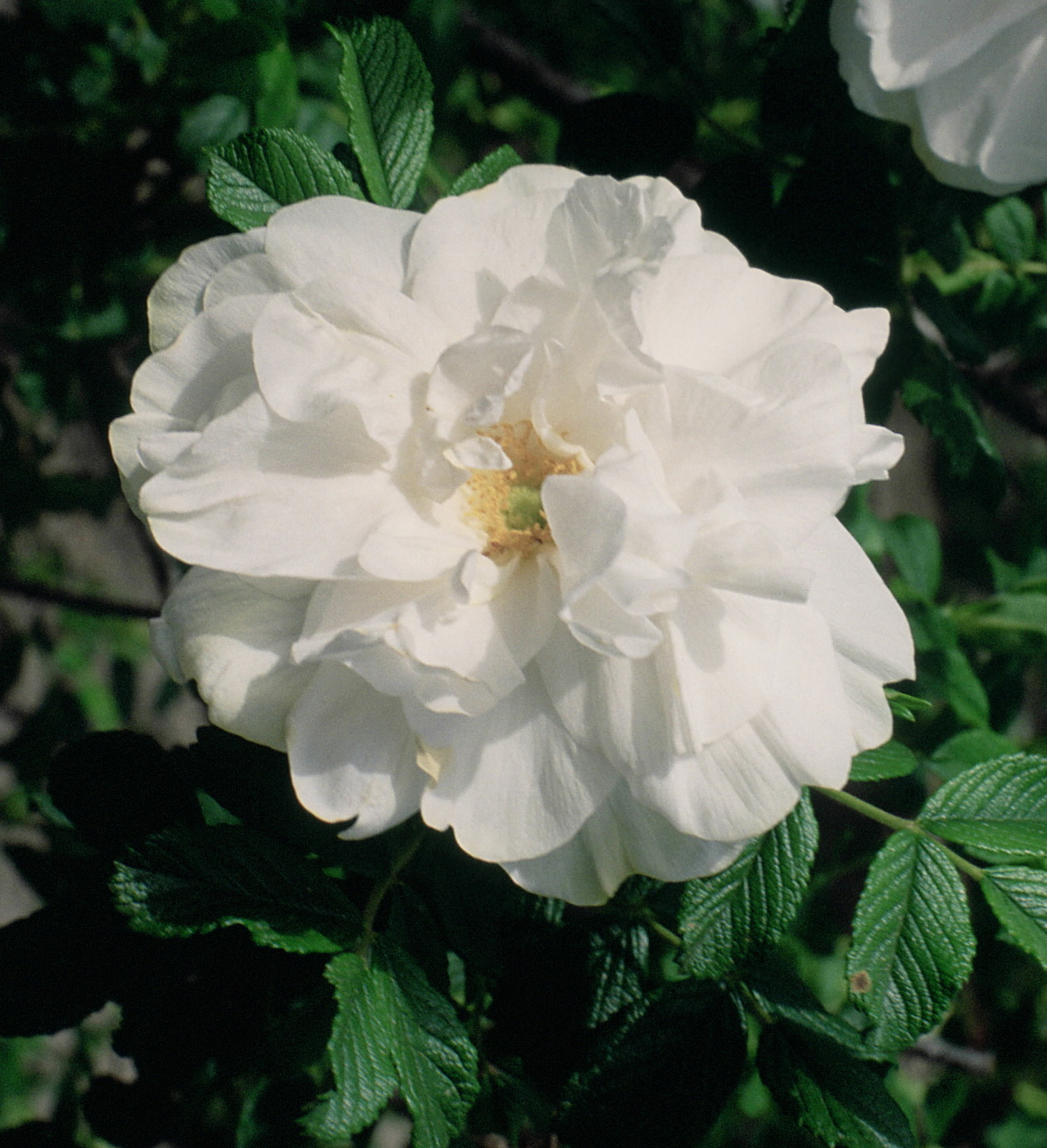
'Blanc Double de Coubert'.
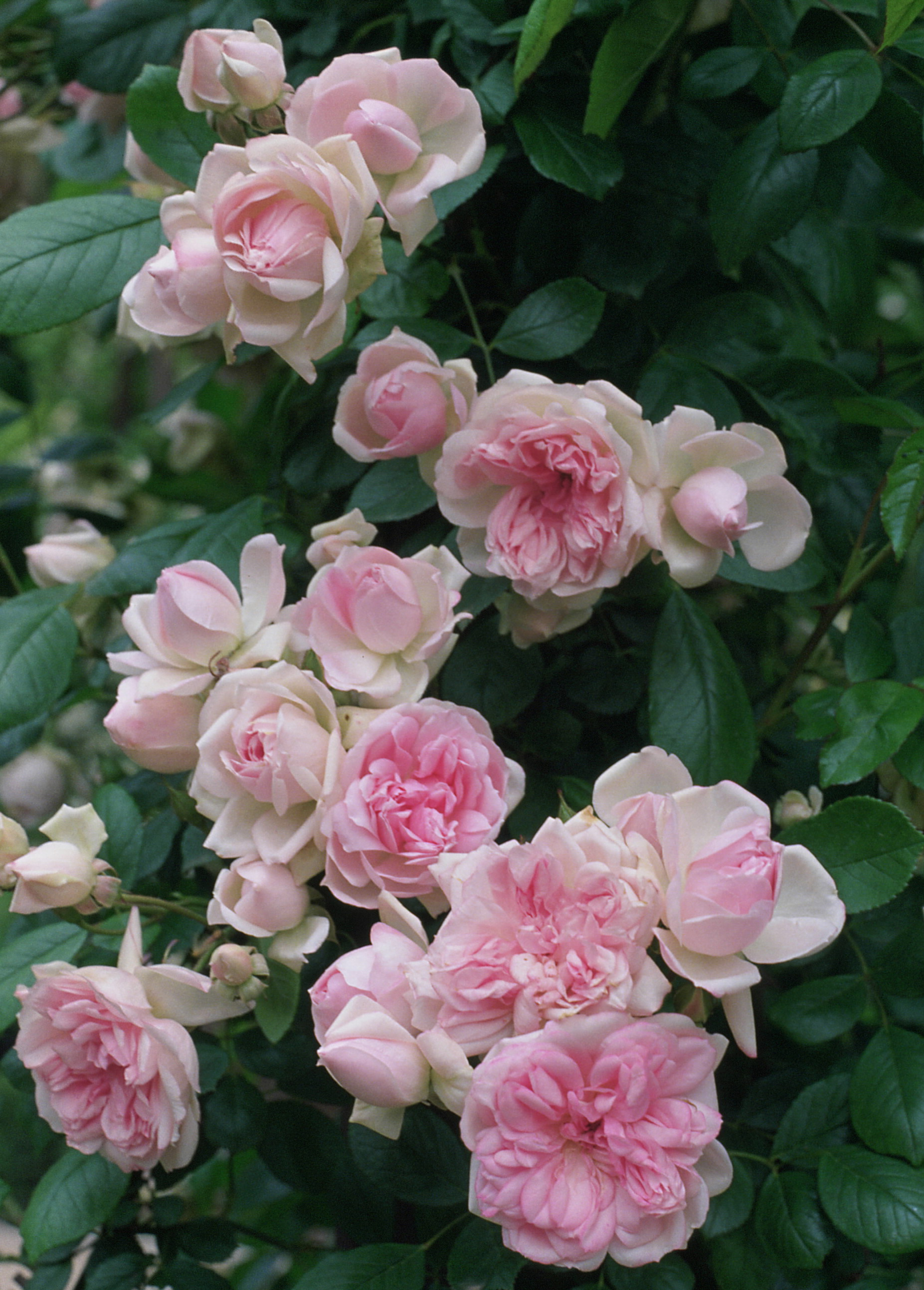
'Cl. Toresky'.
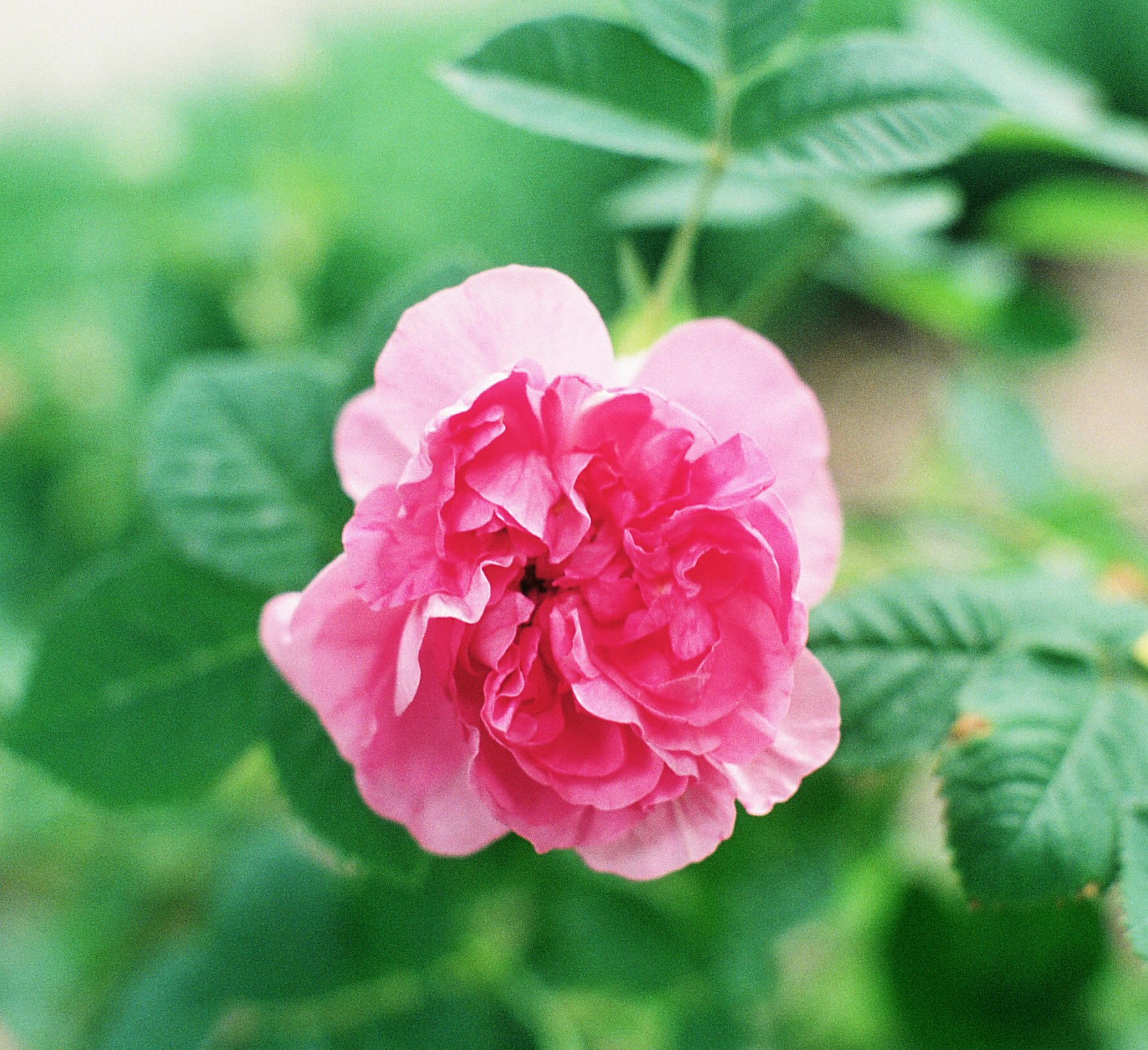
'Empress Josephine'.
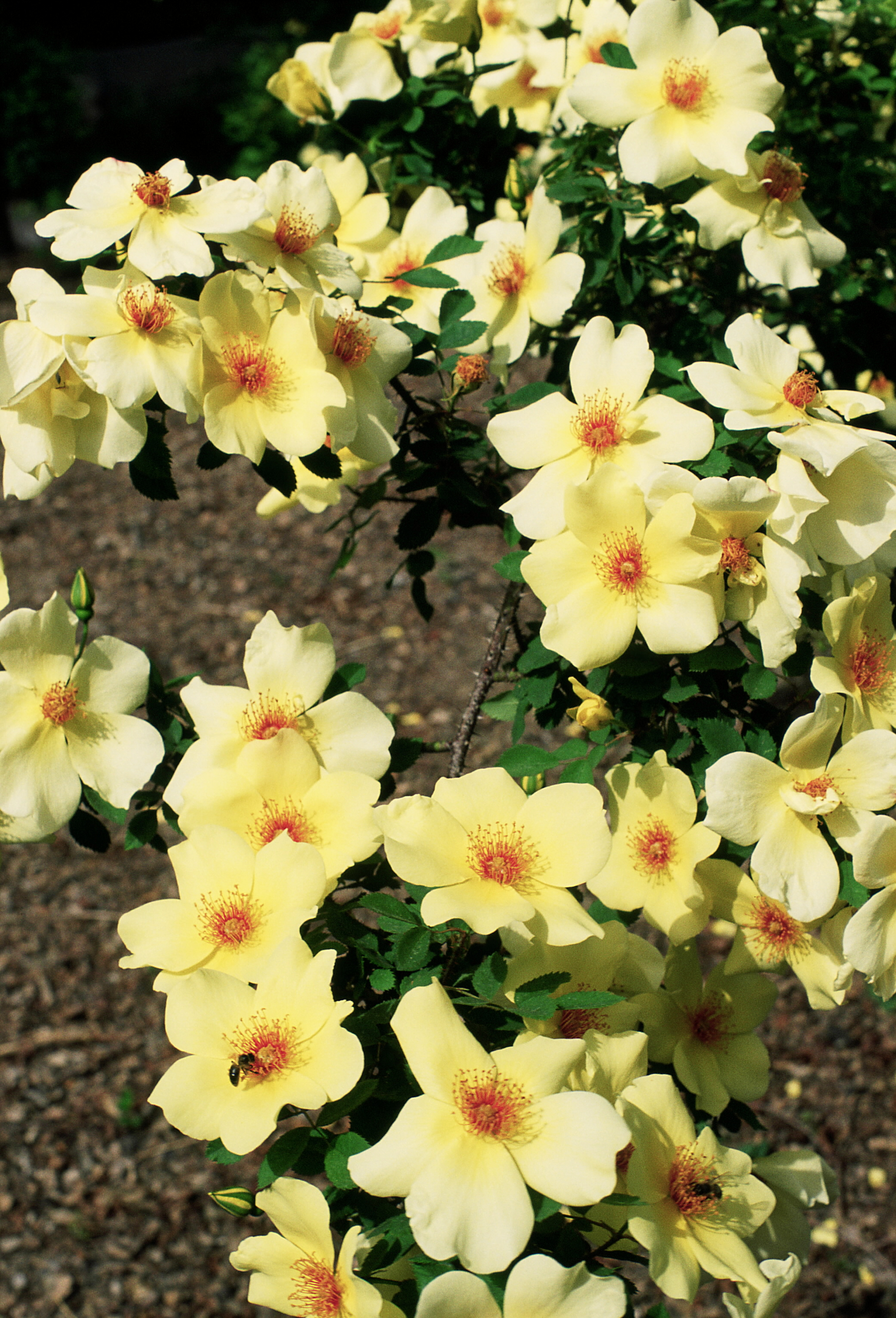
'Fruhlingsgold'.
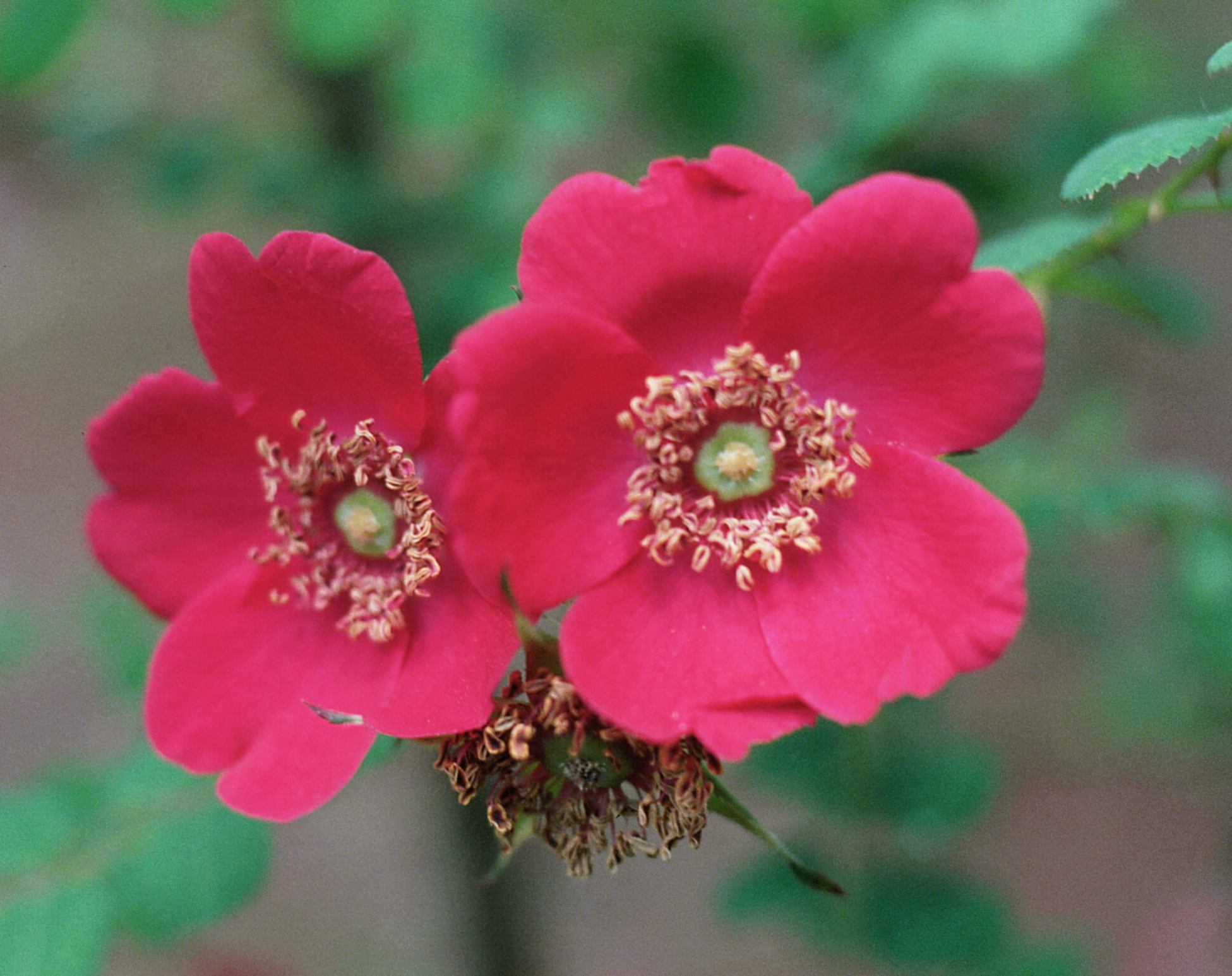
'Geranium'.
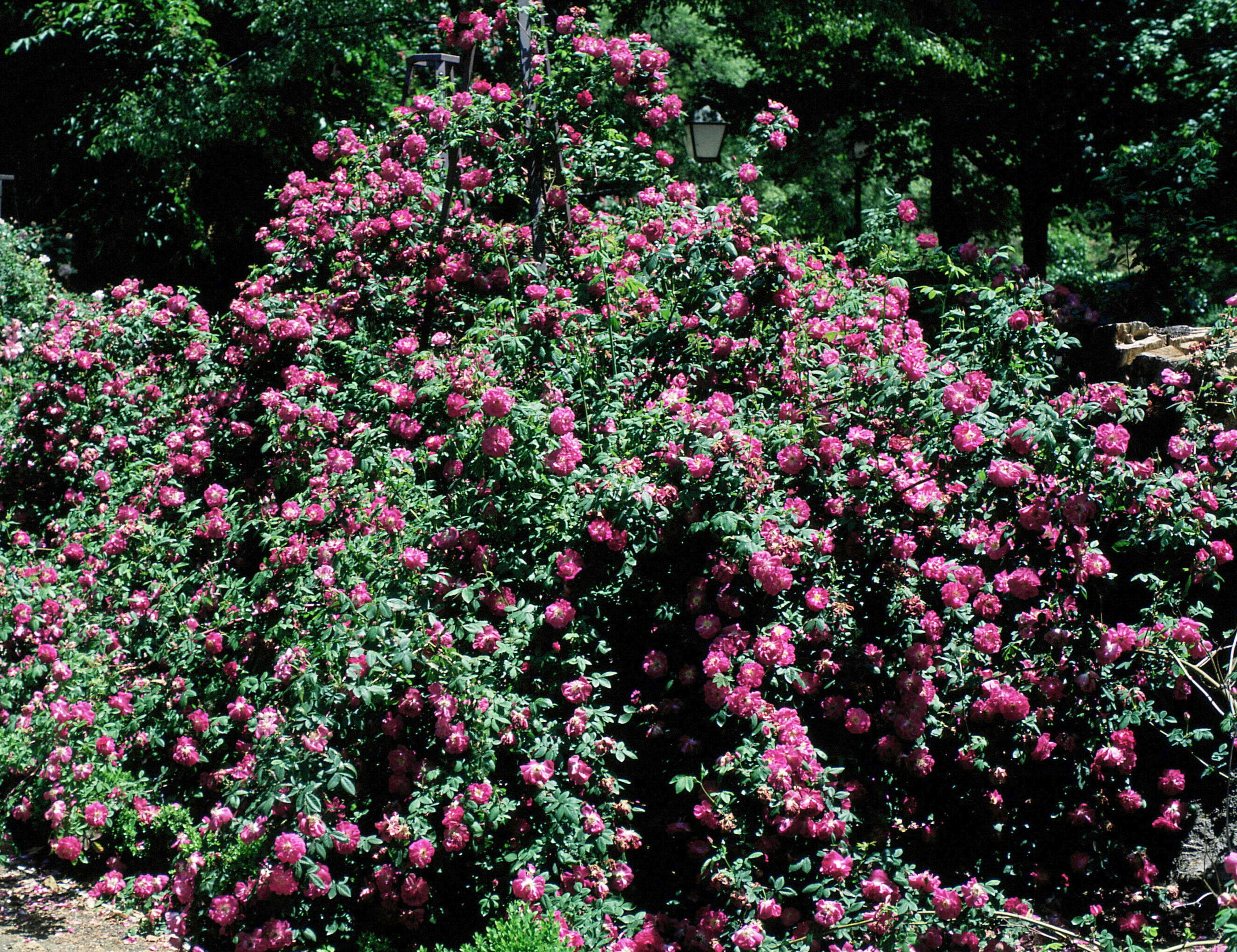
'Amadis'.
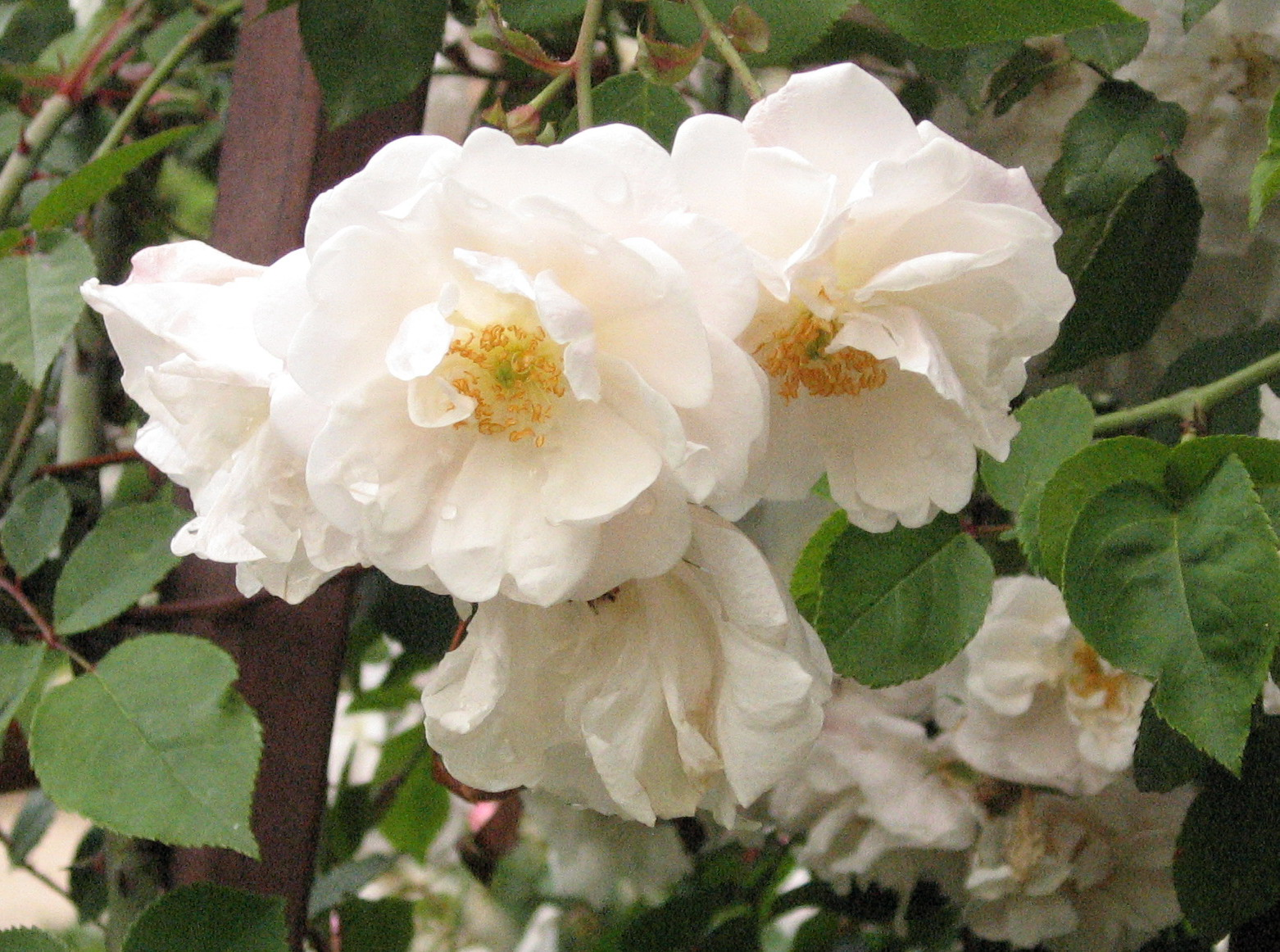
'Adélaïde d'Orléans'.
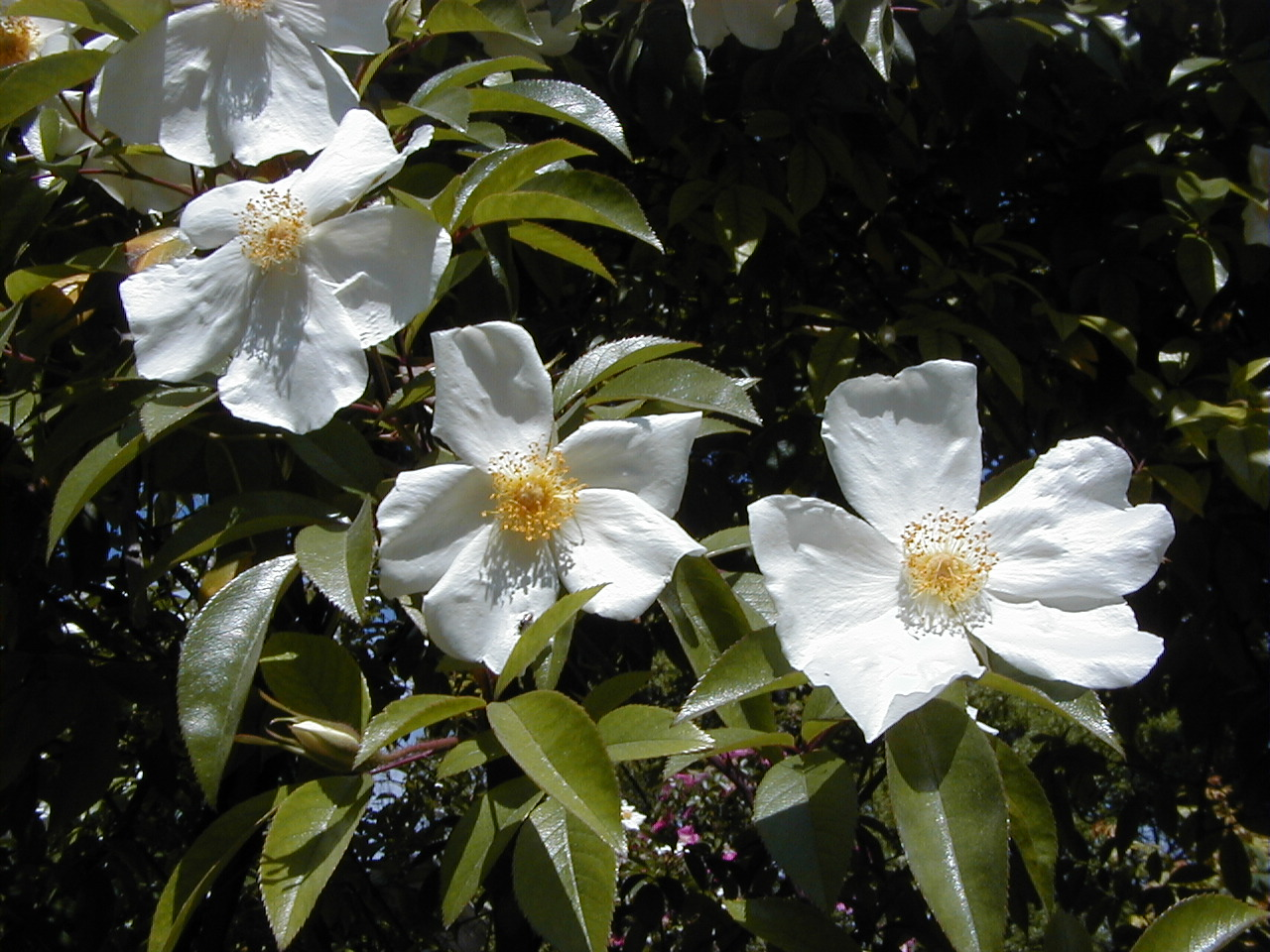
'Cooper's Burmese'.
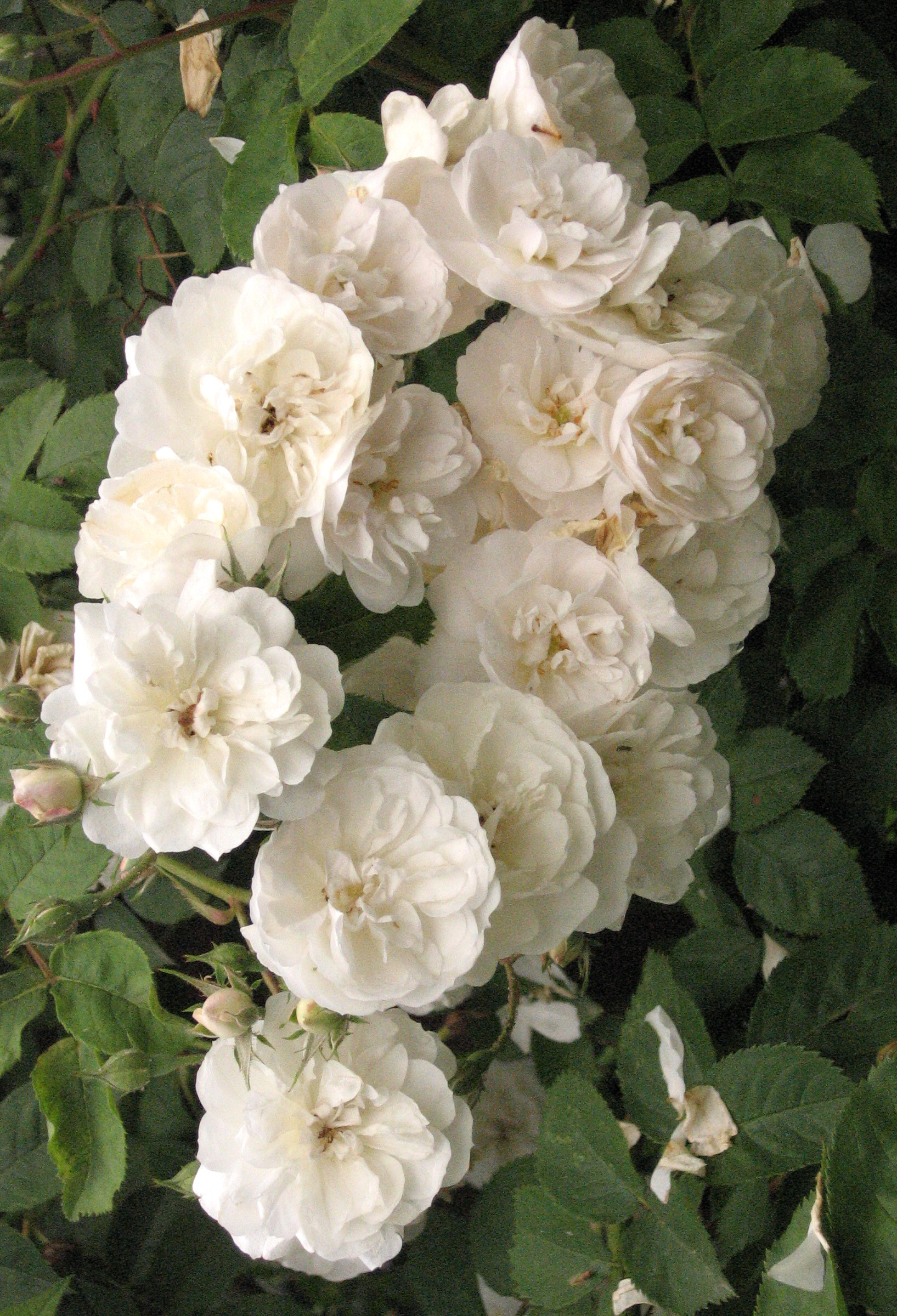
'Dundee Rambler'.
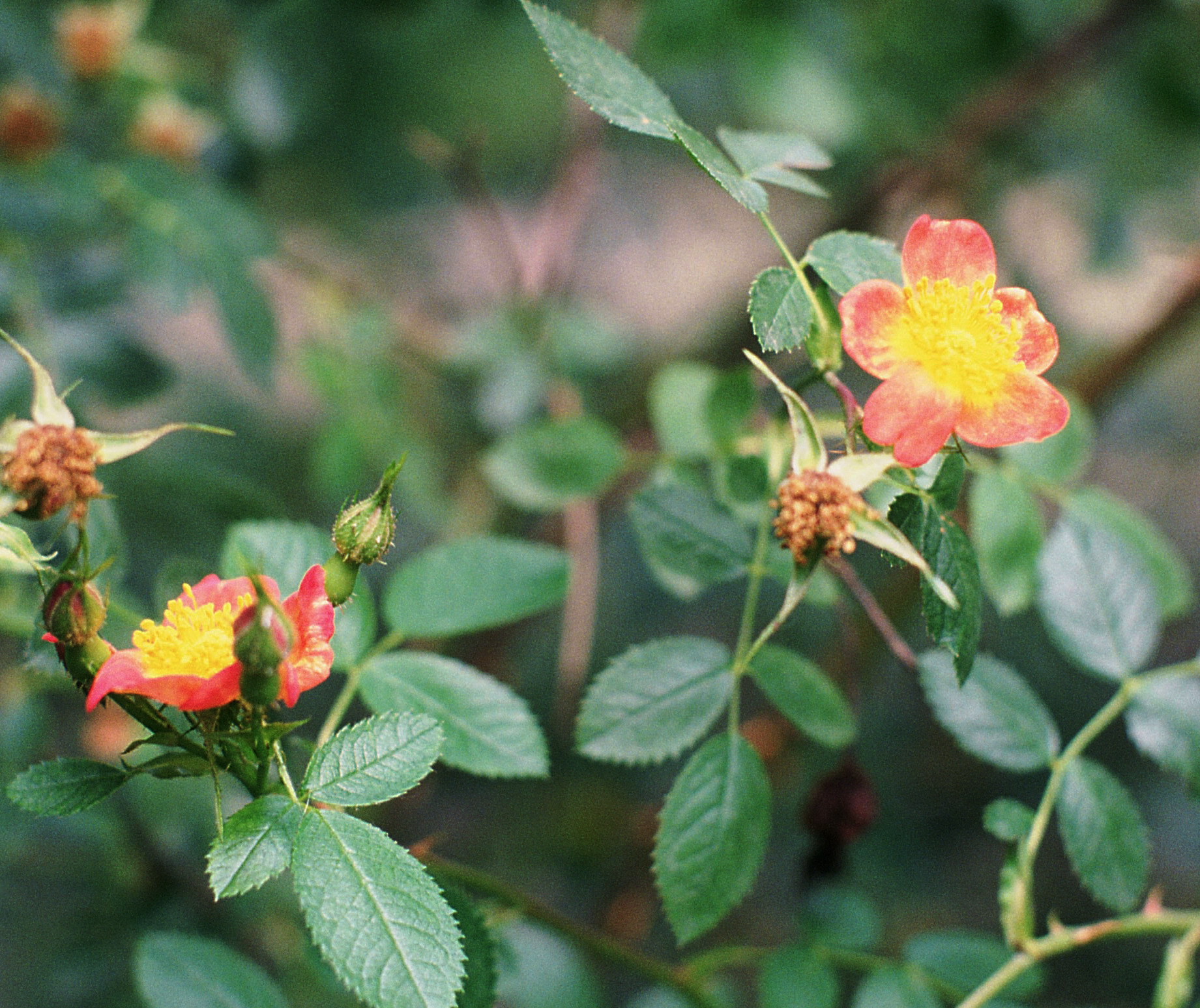
'Lady Penzance'.
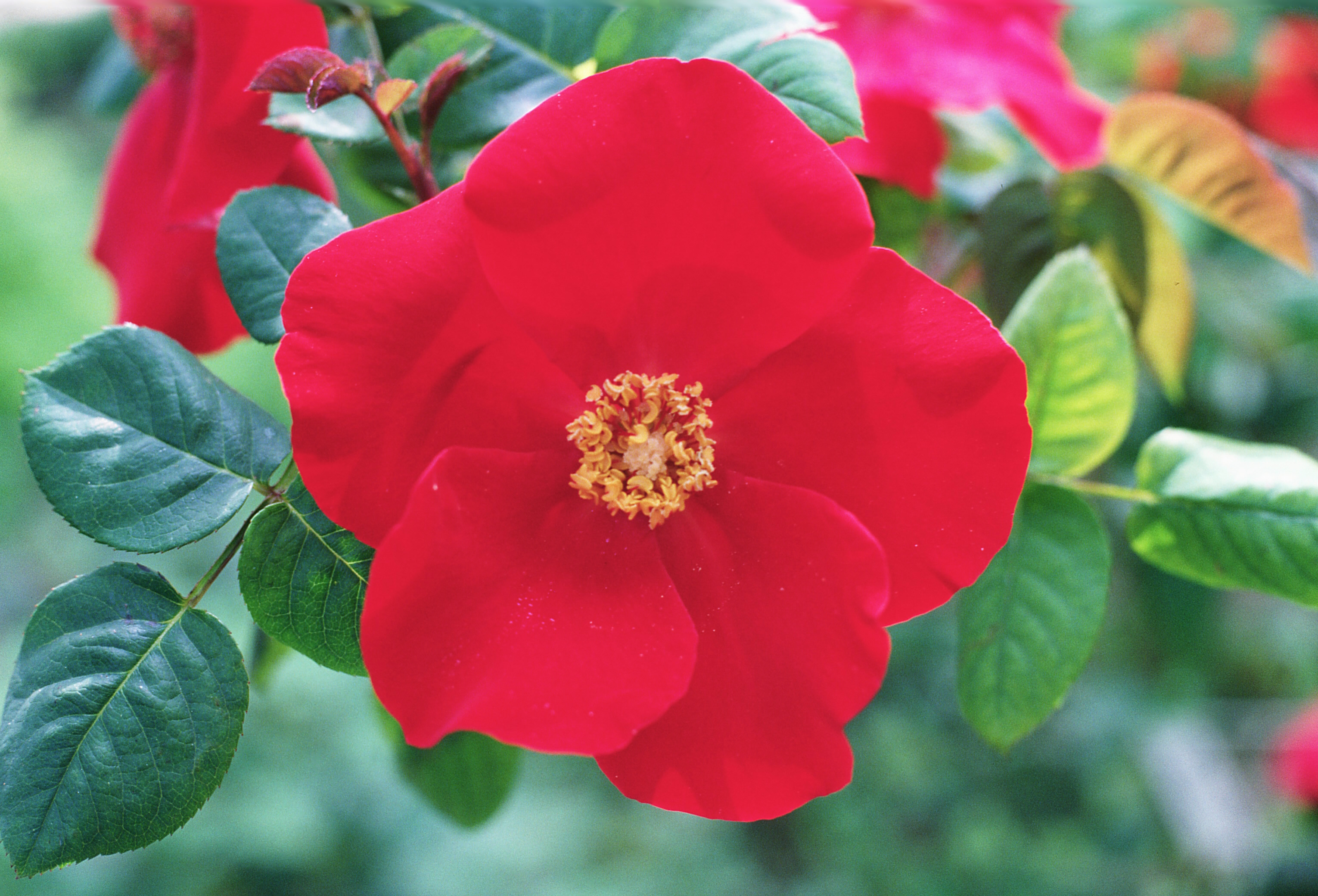
'Scharlachglutch'.
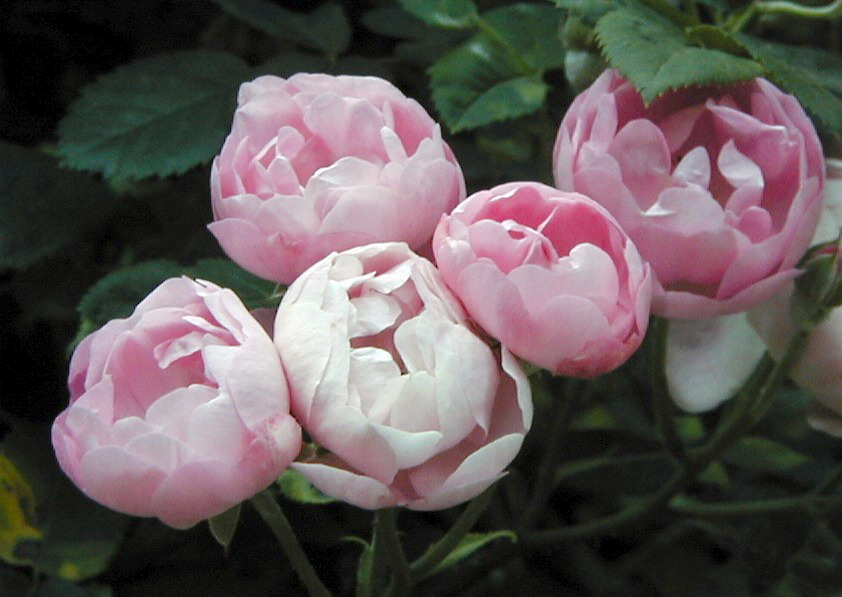
'Raubritter'.
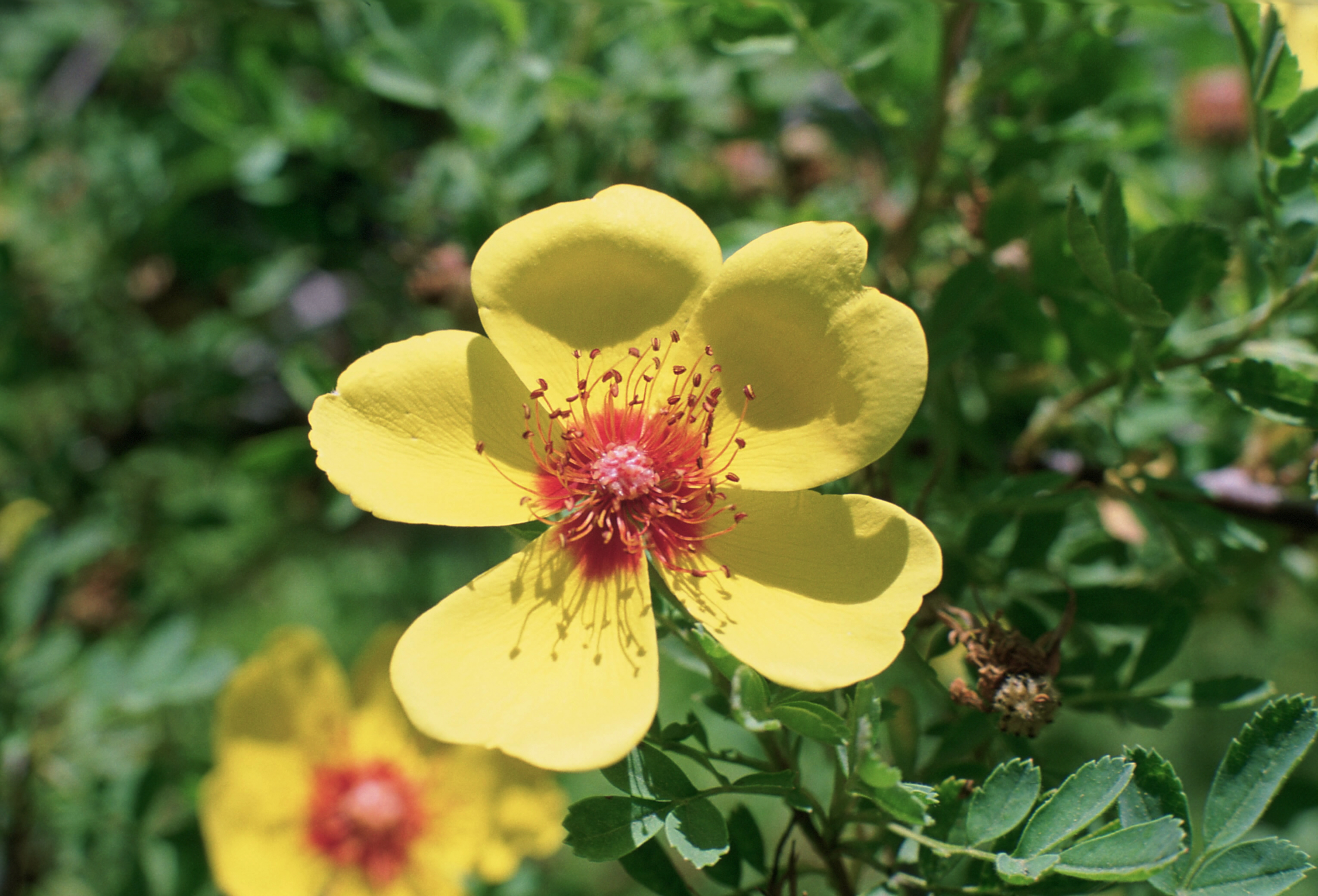
Rosa x Hulthemosa hardii.
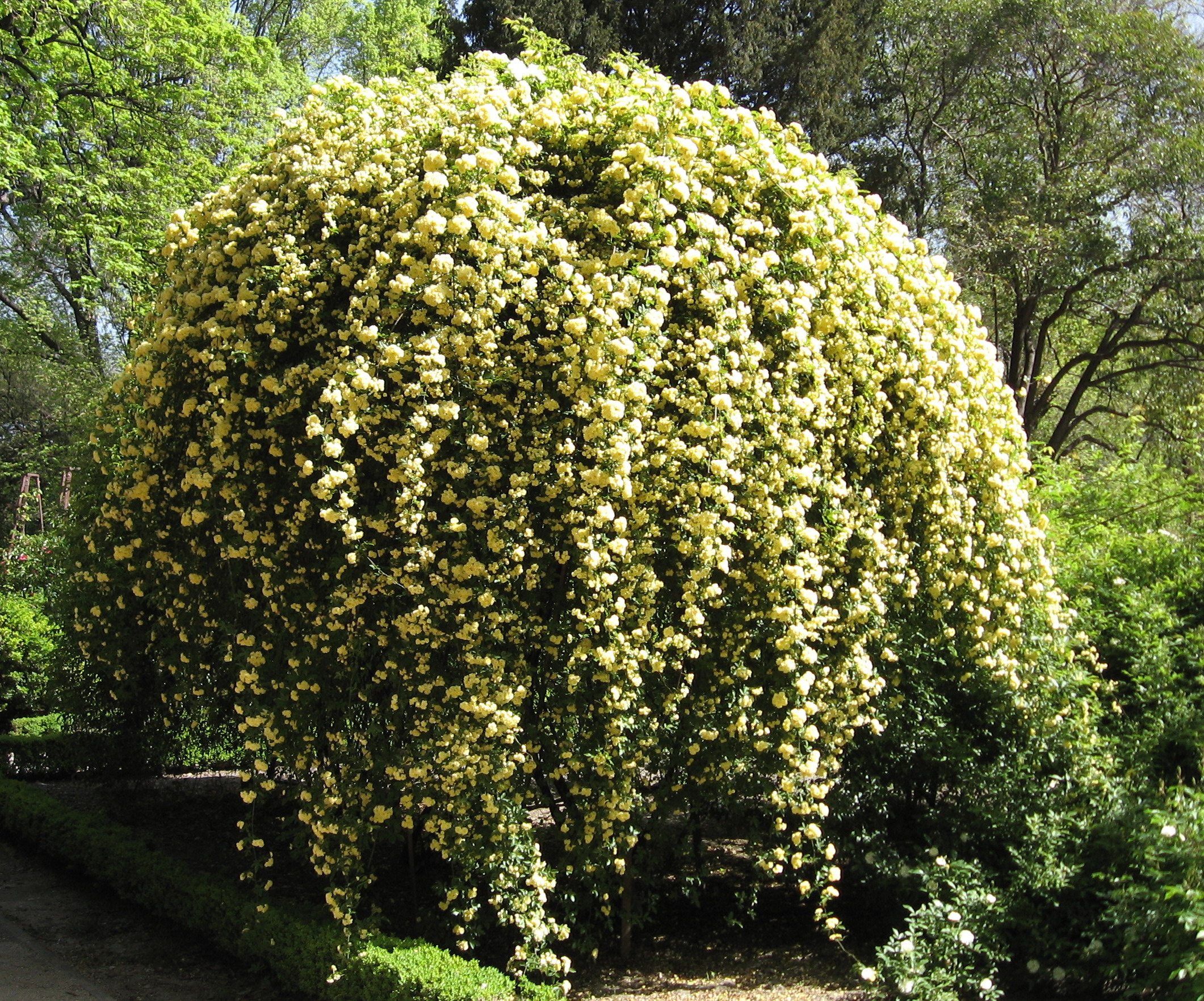
'Lutea' del grupo banksiae.
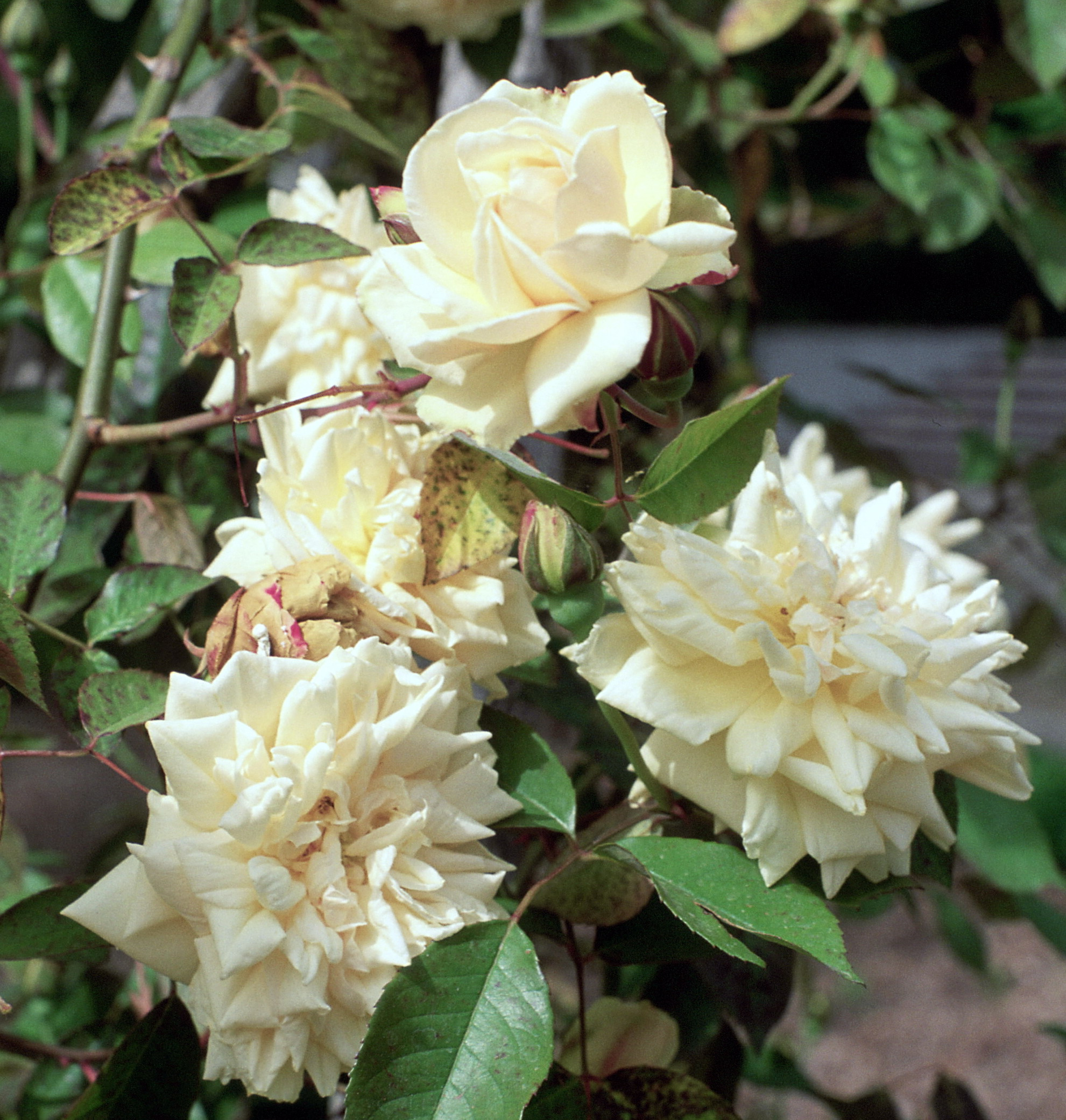
'Rêve d'Or'.
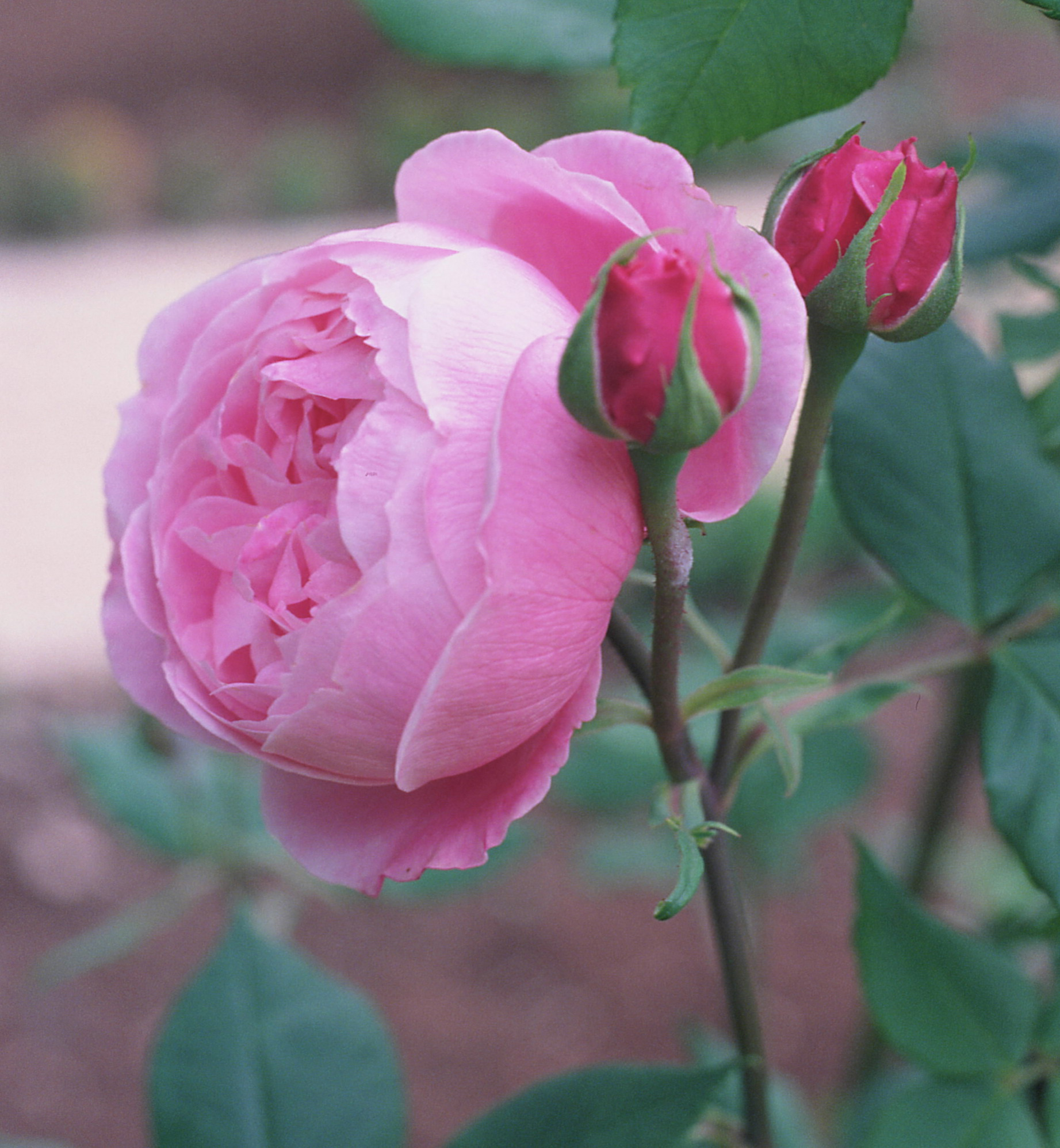
'La Reine Victoria'.
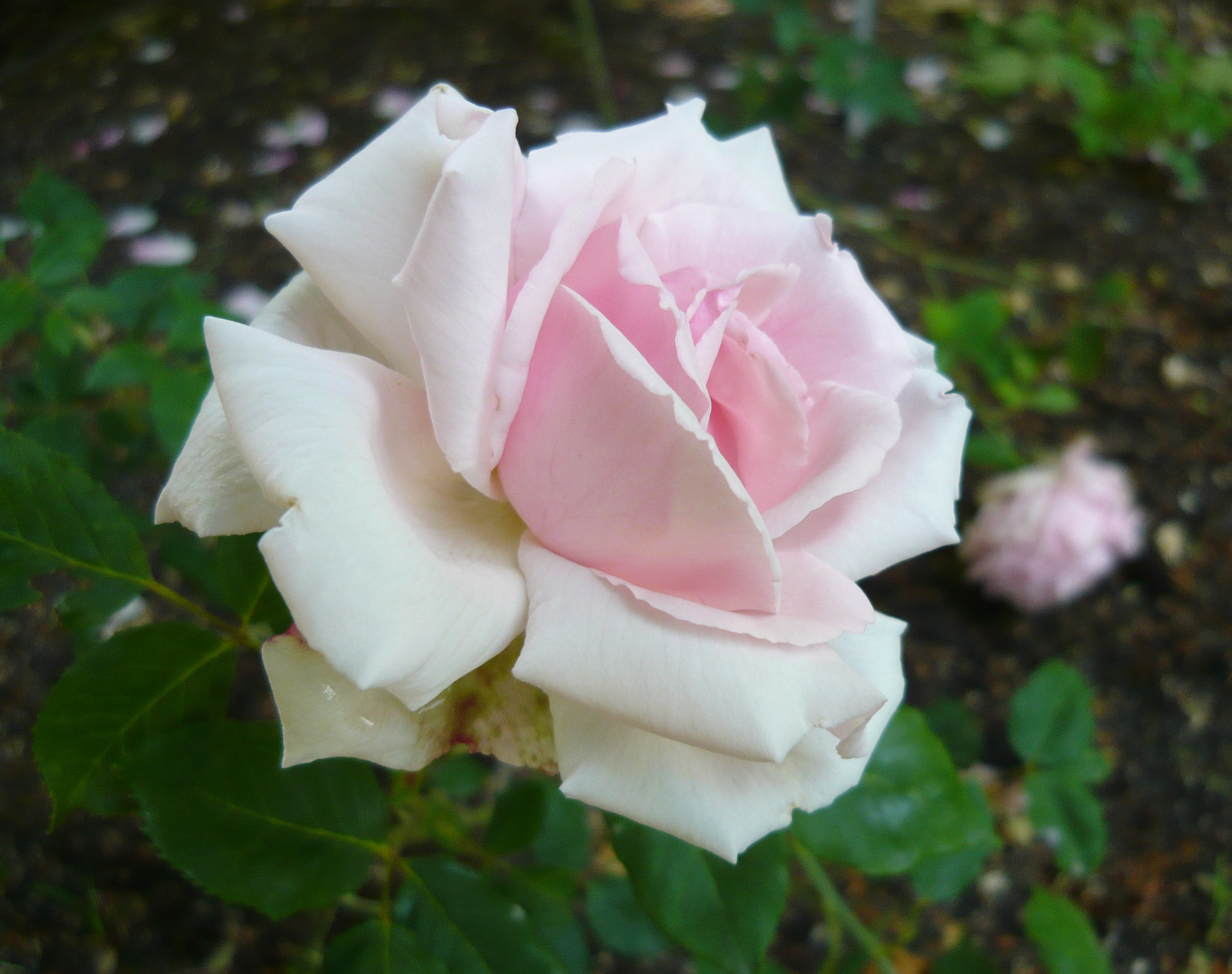
'Blairi 1'.
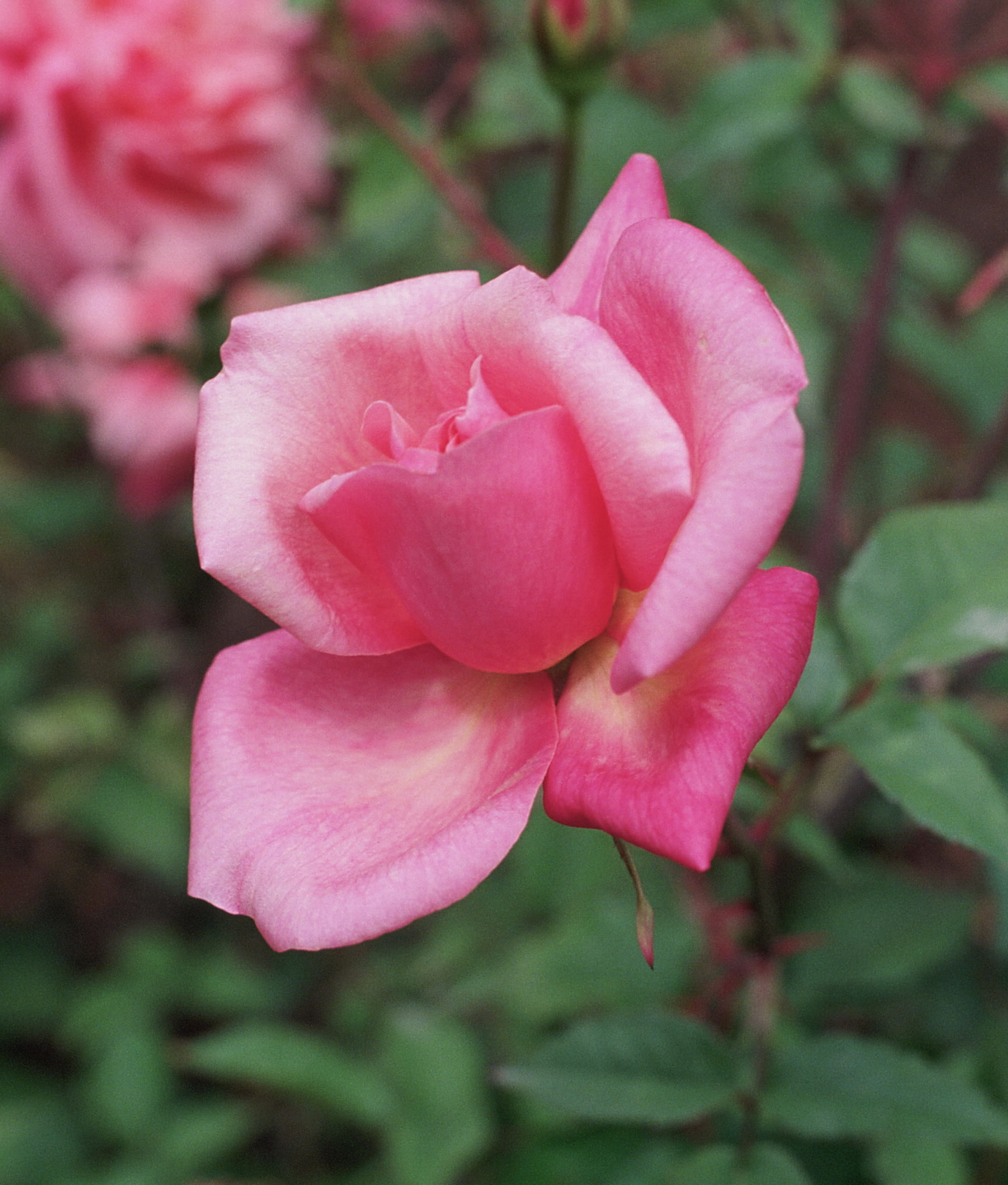
'Le Vésuve'.
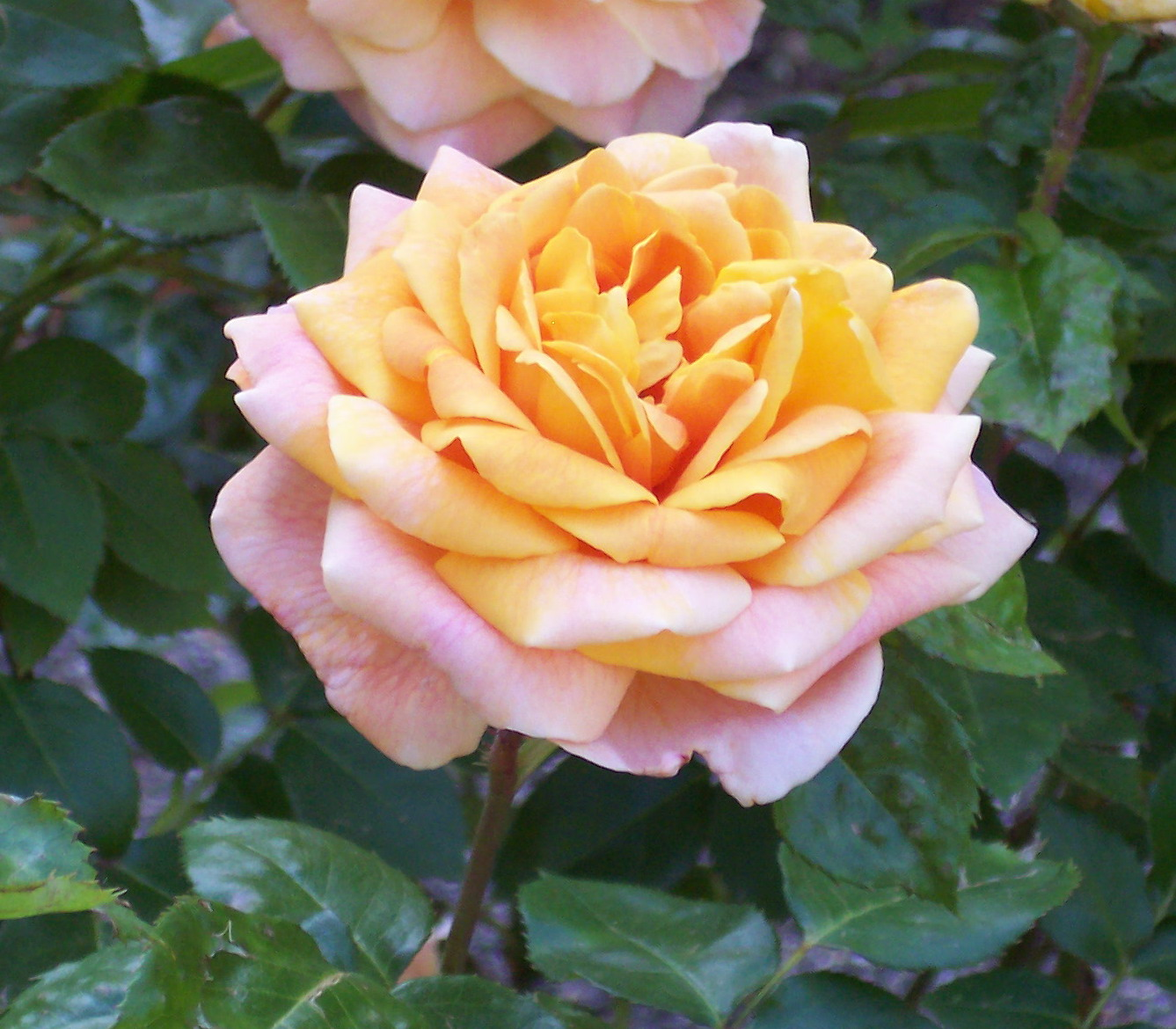
'Mevrow G A van Rossen'.
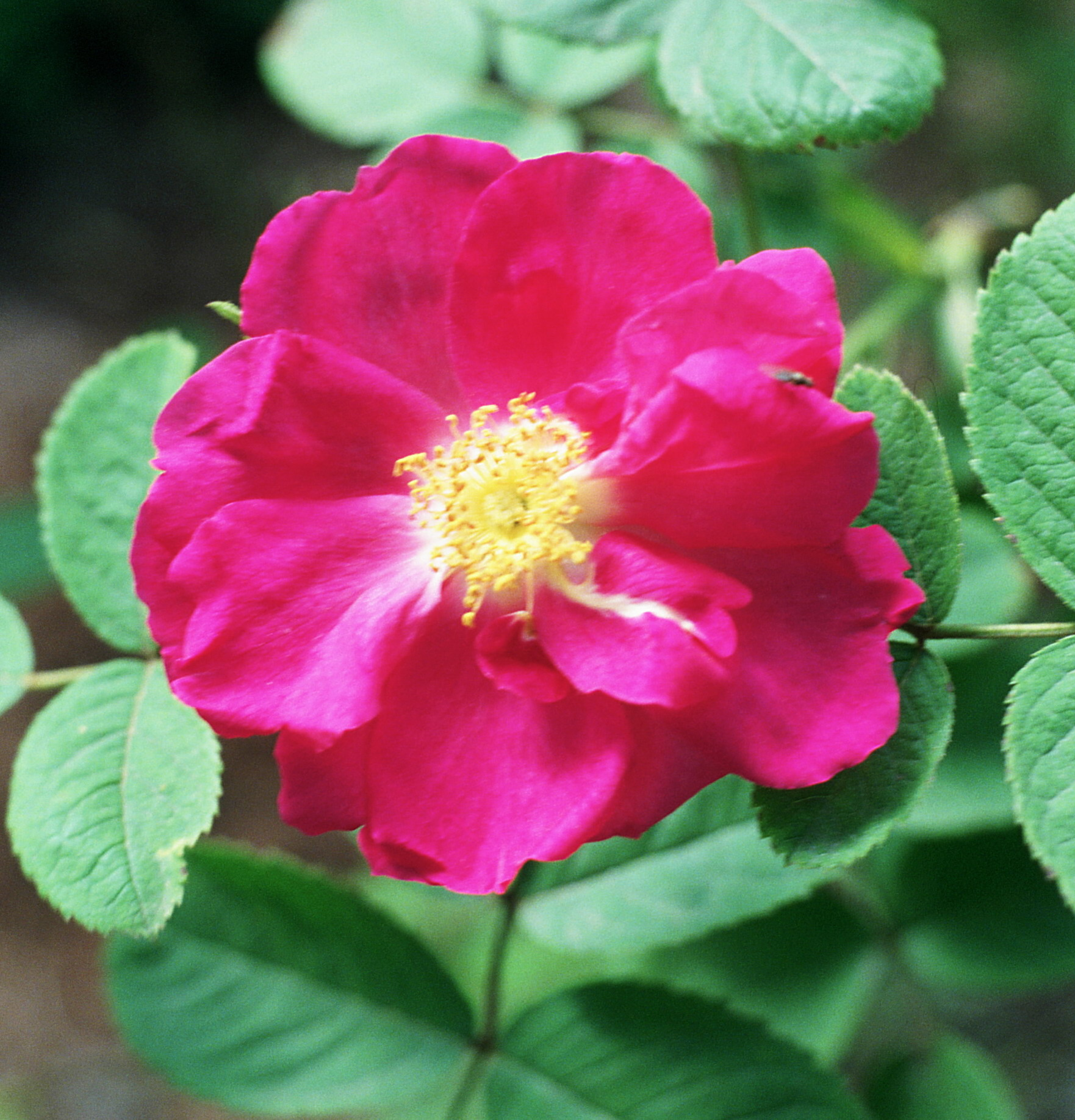
'Portland Rose'.
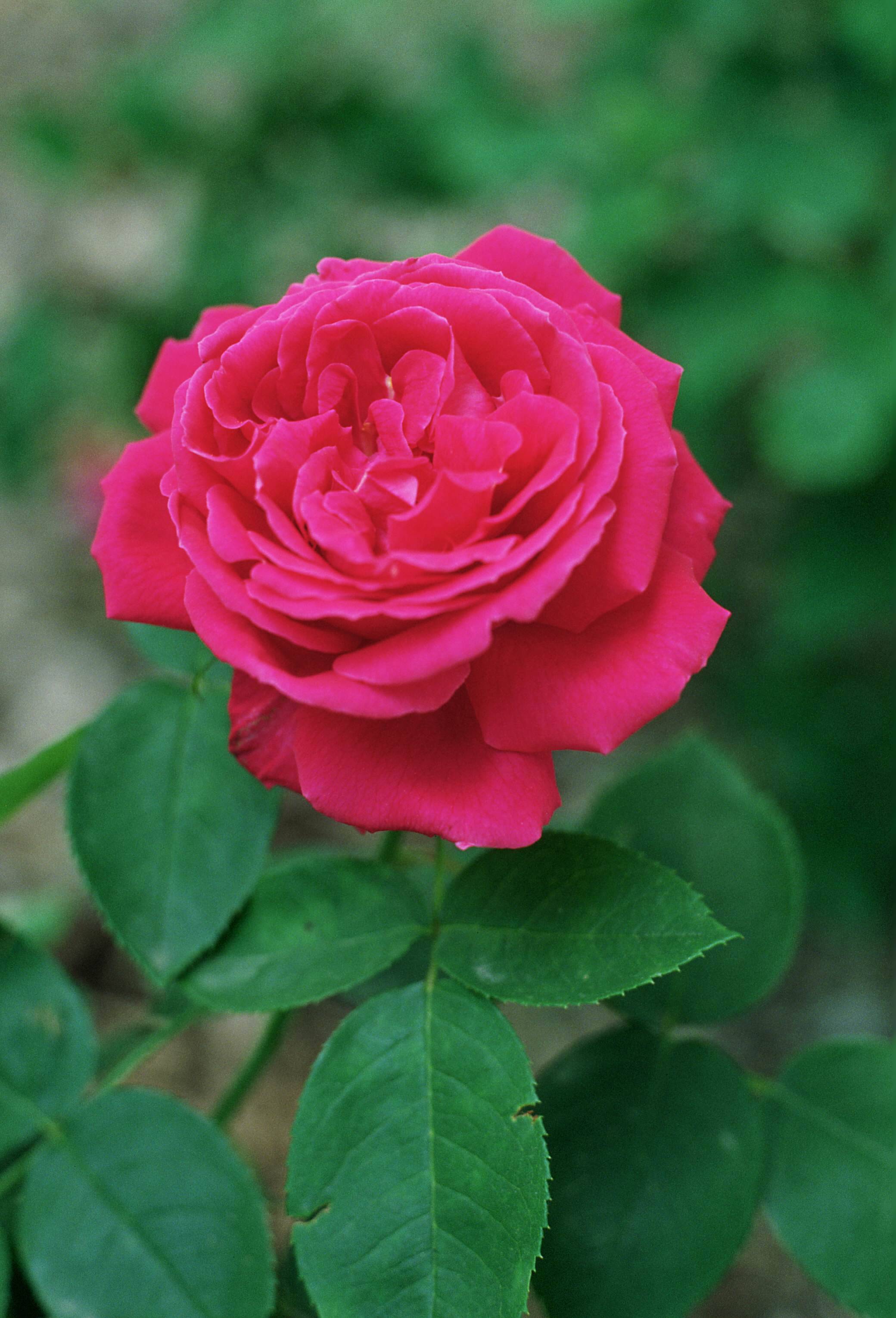
'Tom Wood'.